# Europese kampioenschappen powerlifting 1982
De Europese kampioenschappen powerlifting 1982 voor heren waren door de European Powerlifting Federation (EPF) georganiseerde kampioenschappen voor powerlifters. De 5e editie van de Europese kampioenschappen vond plaats in het Duitse München van 4 tot en met 7 november 1982.

## Uitslagen
| klasse   | Goud              | Zilver           | Brons            |
| -------- | ----------------- | ---------------- | ---------------- |
| -52 kg   | Phil Stringer     | Allan Eriksson   | Giuseppe Fontana |
| -56 kg   | Narendra Bhairo   | Jean-Luc Abitbol | Patrice Wermuth  |
| -60 kg   | Kullervo Lampela  | Göran Henrysson  | Eddy Van Wemmel  |
| -67,5 kg | Stefan Nentis     | Eddie Pengelly   | Luigi Pedrazzi   |
| -75 kg   | Markku Pesonen    | Norwin Martina   | Claudio Ardini   |
| -82,5 kg | Mike Duffy        | Max Stamm        | Jorma Hietamäki  |
| -90 kg   | William West      | Sulo Kierivaara  | Hugo De Grauwe   |
| -100 kg  | Kenneth Mattsson  | Anthony Stevens  | Seppo Lukkainen  |
| -110 kg  | Hannu Saarelainen | Siem Wulfse      | Klaus Fink       |
| -125 kg  | Roger Ekström     | Ab Wolders       | Reidar Steen     |
| +125 kg  | Andrew Kerr       | Cees de Vreugd   | Rudolf Küster    |